# 20.ª etapa da Volta a Espanha de 2018
A 20.ª etapa da Volta a Espanha de 2018 teve lugar a 15 de setembro de 2018 entre Escaldes-Engordany em Andorra e Coll da Gallina sobre um percurso de 97,3 km e foi ganhada pelo ciclista espanhol Enric Mas da equipa Quick-Step Floors. O ciclista britânico Simon Yates da equipa Mitchelton-Scott conservou o maillot de líder.

## Classificação da etapa
| \| Classificação por etapas \| Classificação por etapas \| Classificação por etapas \| Classificação por etapas \| Classificação por etapas \| \| Ciclista \| Ciclista \| Equipe \| Tempo \| \| \| ------------------------ \| ------------------------ \| ------------------------- \| ------------------------ \| ------------------------ \| \| 1. \| Enric Mas \| Quick-Step Floors \| 2h59m30s \| \| \| 2. \| Miguel Ángel López \| Astana \| + 0s \| \| \| 3. \| Simon Yates \| Mitchelton-Scott \| + 23s \| \| \| 4. \| Thibaut Pinot \| Groupama-FDJ \| + 54s \| \| \| 5. \| Rigoberto Urán \| EF Education First-Drapac \| + 57s \| \| \| 6. \| Wilco Kelderman \| Team Sunweb \| + 1m11s \| \| \| 7. \| Steven Kruijswijk \| LottoNL-Jumbo \| + 1m15s \| \| \| 8. \| David de la Cruz \| Team Sky \| + 2m17s \| \| \| 9. \| Nairo Quintana \| Movistar Team \| + 3m09s \| \| \| 10. \| Alejandro Valverde \| Movistar Team \| + 3m09s \| \| |                    |                           |          |
| |                    |                           |          |
| Fonte: ProCyclingStats |                    |                           |          |
| Classificação por etapas |                    |                           |          |
| Ciclista | Ciclista           | Equipe                    | Tempo    |
| 1. | Enric Mas          | Quick-Step Floors         | 2h59m30s |
| 2. | Miguel Ángel López | Astana                    | + 0s     |
| 3. | Simon Yates        | Mitchelton-Scott          | + 23s    |
| 4. | Thibaut Pinot      | Groupama-FDJ              | + 54s    |
| 5. | Rigoberto Urán     | EF Education First-Drapac | + 57s    |
| 6. | Wilco Kelderman    | Team Sunweb               | + 1m11s  |
| 7. | Steven Kruijswijk  | LottoNL-Jumbo             | + 1m15s  |
| 8. | David de la Cruz   | Team Sky                  | + 2m17s  |
| 9. | Nairo Quintana     | Movistar Team             | + 3m09s  |
| 10. | Alejandro Valverde | Movistar Team             | + 3m09s  |

## Classificações ao final da etapa

### Classificação geral
| \| Classificação geral \| Classificação geral \| Classificação geral \| Classificação geral \| Classificação geral \| \| Ciclista \| Ciclista \| Equipe \| Tempo \| \| \| ------------------- \| ------------------- \| ------------------------- \| ------------------- \| ------------------- \| \| 1. \| Simon Yates \| Mitchelton-Scott \| 79h44m30s \| \| \| 2. \| Enric Mas \| Quick-Step Floors \| + 1m46s \| \| \| 3. \| Miguel Ángel López \| Astana \| + 2m04s \| \| \| 4. \| Steven Kruijswijk \| LottoNL-Jumbo \| + 2m54s \| \| \| 5. \| Alejandro Valverde \| Movistar Team \| + 4m28s \| \| \| 6. \| Thibaut Pinot \| Groupama-FDJ \| + 5m57s \| \| \| 7. \| Rigoberto Urán \| EF Education First-Drapac \| + 6m07s \| \| \| 8. \| Nairo Quintana \| Movistar Team \| + 6m51s \| \| \| 9. \| Ion Izagirre \| Bahrain-Merida \| + 11m09s \| \| \| 10. \| Wilco Kelderman \| Team Sunweb \| + 11m11s \| \| |                    |                           |           |
| |                    |                           |           |
| Fonte: ProCyclingStats |                    |                           |           |
| Classificação geral |                    |                           |           |
| Ciclista | Ciclista           | Equipe                    | Tempo     |
| 1. | Simon Yates        | Mitchelton-Scott          | 79h44m30s |
| 2. | Enric Mas          | Quick-Step Floors         | + 1m46s   |
| 3. | Miguel Ángel López | Astana                    | + 2m04s   |
| 4. | Steven Kruijswijk  | LottoNL-Jumbo             | + 2m54s   |
| 5. | Alejandro Valverde | Movistar Team             | + 4m28s   |
| 6. | Thibaut Pinot      | Groupama-FDJ              | + 5m57s   |
| 7. | Rigoberto Urán     | EF Education First-Drapac | + 6m07s   |
| 8. | Nairo Quintana     | Movistar Team             | + 6m51s   |
| 9. | Ion Izagirre       | Bahrain-Merida            | + 11m09s  |
| 10. | Wilco Kelderman    | Team Sunweb               | + 11m11s  |

### Classificação por pontos
| Classificação por pontos | Classificação por pontos | Classificação por pontos  | Classificação por pontos | Classificação por pontos |
| Ciclista                 | Ciclista                 | Equipe                    | Pontos                   |                          |
| ------------------------ | ------------------------ | ------------------------- | ------------------------ | ------------------------ |
| 1.                       | Alejandro Valverde       | Movistar Team             | 131 pts                  |                          |
| 2.                       | Simon Yates              | Mitchelton-Scott          | 104 pts                  |                          |
| 3.                       | Miguel Ángel López       | Astana                    | 103 pts                  |                          |
| 4.                       | Peter Sagan              | Bora-Hansgrohe            | 99 pts                   |                          |
| 5.                       | Thibaut Pinot            | Groupama-FDJ              | 95 pts                   |                          |
| 6.                       | Dylan Teuns              | BMC Racing Team           | 93 pts                   |                          |
| 7.                       | Elia Viviani             | Quick-Step Floors         | 80 pts                   |                          |
| 8.                       | Steven Kruijswijk        | LottoNL-Jumbo             | 80 pts                   |                          |
| 9.                       | Enric Mas                | Quick-Step Floors         | 75 pts                   |                          |
| 10.                      | Rigoberto Urán           | EF Education First-Drapac | 74 pts                   |                          |

### Classificação da montanha
| Classificação da montanha | Classificação da montanha | Classificação da montanha  | Classificação da montanha | Classificação da montanha |
| Ciclista                  | Ciclista                  | Equipe                     | Pontos                    |                           |
| ------------------------- | ------------------------- | -------------------------- | ------------------------- | ------------------------- |
| 1.                        | Thomas De Gendt           | Lotto-Soudal               | 95 pts                    |                           |
| 2.                        | Bauke Mollema             | Trek-Segafredo             | 83 pts                    |                           |
| 3.                        | Luis Ángel Maté           | Cofidis, Solutions Crédits | 64 pts                    |                           |
| 4.                        | Benjamin King             | Dimension Data             | 56 pts                    |                           |
| 5.                        | Miguel Ángel López        | Astana                     | 45 pts                    |                           |
| 6.                        | Simon Yates               | Mitchelton-Scott           | 38 pts                    |                           |
| 7.                        | Thibaut Pinot             | Groupama-FDJ               | 36 pts                    |                           |
| 8.                        | Pierre Rolland            | EF Education First-Drapac  | 31 pts                    |                           |
| 9.                        | Michael Woods             | EF Education First-Drapac  | 21 pts                    |                           |
| 10.                       | Michał Kwiatkowski        | Team Sky                   | 20 pts                    |                           |

### Classificação da combinada
| Classificação de combinados | Classificação de combinados | Classificação de combinados | Classificação de combinados | Classificação de combinados |
| Ciclista                    | Ciclista                    | Equipe                      | Pontos                      |                             |
| --------------------------- | --------------------------- | --------------------------- | --------------------------- | --------------------------- |
| 1.                          | Simon Yates                 | Mitchelton-Scott            | 9 pts                       |                             |
| 2.                          | Miguel Ángel López          | Astana                      | 11 pts                      |                             |
| 3.                          | Alejandro Valverde          | Movistar Team               | 18 pts                      |                             |
| 4.                          | Thibaut Pinot               | Groupama-FDJ                | 18 pts                      |                             |
| 5.                          | Enric Mas                   | Quick-Step Floors           | 22 pts                      |                             |
| 6.                          | Steven Kruijswijk           | LottoNL-Jumbo               | 29 pts                      |                             |
| 7.                          | Rigoberto Urán              | EF Education First-Drapac   | 43 pts                      |                             |
| 8.                          | Nairo Quintana              | Movistar Team               | 47 pts                      |                             |
| 9.                          | Rafał Majka                 | Bora-Hansgrohe              | 47 pts                      |                             |
| 10.                         | David de la Cruz            | Team Sky                    | 76 pts                      |                             |

### Classificação por equipas
| Classificação por equipes | Classificação por equipes                | Classificação por equipes | Classificação por equipes |
| Equipe                    | Equipe                                   | Tempo                     |                           |
| ------------------------- | ---------------------------------------- | ------------------------- | ------------------------- |
| 1.                        | Movistar Team                            | 239h45m40s                |                           |
| 2.                        | Bahrain-Merida                           | + 45m36s                  |                           |
| 3.                        | Bora-Hansgrohe                           | + 47m57s                  |                           |
| 4.                        | AG2R La Mondiale                         | + 48m10s                  |                           |
| 5.                        | EF Education First-Drapac p/b Cannondale | + 58m49s                  |                           |
| 6.                        | Dimension Data                           | + 1h31m01s                |                           |
| 7.                        | Astana                                   | + 1h37m13s                |                           |
| 8.                        | Euskadi Basque Country-Murias            | + 1h47m50s                |                           |
| 9.                        | Cofidis, Solutions Crédits               | + 3h30m27s                |                           |
| 10.                       | Katusha-Alpecin                          | + 3h35m30s                |                           |

## Abandonos
Nenhum.